# Linda Castillo
Linda Castillo (* 1960 in Dayton, Ohio) ist eine US-amerikanische Schriftstellerin. Sie ist vor allem bekannt für ihre Thriller- und Krimireihe um Polizeichefin Kate Burkholder, die im Milieu der Amischen in Ohio ermittelt. 

## Leben
Linda Castillo wuchs in Dayton im US-Bundesstaat Ohio auf, schrieb bereits in ihrer Jugend ihren ersten Roman, den sie jedoch nie veröffentlichte, und arbeitete viele Jahre als Finanzmanagerin, bevor sie sich ganz ihrer schriftstellerischen Tätigkeit zuwandte. 
Sie schrieb zahlreiche Romantik-Thriller und Liebesromane, doch der internationale Durchbruch gelang ihr erst mit Sworn to Silence, dem ersten Kriminalroman der Kate-Burkholder-Reihe, der 2009 erschien und 2010 unter dem Titel Die Zahlen der Toten in der deutschen Übersetzung veröffentlicht wurde. Das Buch konnte sich auf Anhieb auf der Bestsellerliste der New York Times platzieren, stand auch wochenlang auf der Spiegel-Bestsellerliste und wurde 2013 unter dem Titel An Amish Murder mit Neve Campbell in der Hauptrolle verfilmt. Inzwischen sind noch weitere Kriminalromane um Polizeichefin Kate Burkholder erschienen; die Reihe ist noch nicht abgeschlossen. 
Linda Castillo hatte bereits in ihrer Kindheit Kontakt zu Amischen, war schon immer fasziniert von dieser ethnisch-religiösen Subkultur und hat für ihre Romanreihe um Kate Burkholder, die in diesem Milieu ermittelt, akribisch recherchiert und mit Gemeindemitgliedern gesprochen.
Sie wurde für ihre Bücher mit zahlreichen Preisen ausgezeichnet, u. a. mit dem Daphne du Maurier Award sowie dem Golden Heart Award, und auch für den RITA Award nominiert.
Die Schriftstellerin lebt mit ihrem Mann in Texas.

## Werke

### Kate-Burkholder-Reihe
- 2009 Sworn to Silence
  - Die Zahlen der Toten (dt. Übersetzung von Helga Augustin), Fischer Taschenbuch Verlag, Frankfurt am Main 2010, ISBN 978-3-596-18440-8.
- 2010 Pray for Silence
  - Blutige Stille (dt. Übersetzung von Helga Augustin), Fischer Taschenbuch Verlag, Frankfurt am Main 2011, ISBN 978-3-596-18451-4.
- 2011 Breaking Silence
  - Wenn die Nacht verstummt (dt. Übersetzung von Helga Augustin), Fischer Taschenbuch Verlag, Frankfurt am Main 2012, ISBN 978-3-596-18452-1.
- 2012 Gone Missing
  - Tödliche Wut (dt. Übersetzung von Helga Augustin), Fischer Taschenbuch Verlag, Frankfurt am Main 2013, ISBN 978-3-596-19612-8.
- 2013 Her Last Breath
  - Teuflisches Spiel (dt. Übersetzung von Helga Augustin), Fischer Taschenbuch Verlag, Frankfurt am Main 2014, ISBN 978-3-596-19613-5.
- 2014 The Dead Will Tell
  - Mörderische Angst (dt. Übersetzung von Helga Augustin), Fischer Taschenbuch Verlag, Frankfurt am Main 2015, ISBN 978-3-596-03240-2.
- 2015 After the Storm
  - Grausame Nacht (dt. Übersetzung von Helga Augustin), Fischer Taschenbuch Verlag, Frankfurt am Main 2016, ISBN 978-3-596-03263-1.
- 2016 Among the Wicked
  - Böse Seelen (dt. Übersetzung von Helga Augustin), Fischer Taschenbuch Verlag, Frankfurt am Main 2017, ISBN 978-3-596-29801-3.
- 2017 Down a Dark Road
  - Ewige Schuld (dt. Übersetzung von Helga Augustin), Fischer Taschenbuch Verlag, Frankfurt am Main 2018, ISBN 978-3-596-29802-0.
- 2018 A Gathering of Secrets
  - Brennendes Grab (dt. Übersetzung von Helga Augustin), Fischer Taschenbuch Verlag, Frankfurt am Main 2019, ISBN 978-3-596-70426-2.
- 2019 Shamed
  - Quälender Hass (dt. Übersetzung von Helga Augustin), Fischer Taschenbuch Verlag, Frankfurt am Main 2020, ISBN 978-3-596-70449-1.
- 2020 Outsider
  - Dein ist die Lüge (dt. Übersetzung von Helga Augustin), Fischer Taschenbuch Verlag, Frankfurt am Main 2021, ISBN 978-3-596-70596-2.
- 2021 Fallen
  - Blinde Furcht (dt. Übersetzung von Helga Augustin), Fischer Taschenbuch Verlag, Frankfurt am Main 2022, ISBN 978-3-596-70609-9.
- 2022 The Hidden One
  - Saat der Sünde (dt. Übersetzung von Helga Augustin), Fischer Taschenbuch Verlag, Frankfurt am Main 2023, ISBN 978-3-596-70610-5.
- 2023 An Evil Heart
  - Zorniges Herz (dt. Übersetzung von Helga Augustin), Fischer Taschenbuch Verlag, Frankfurt am Main 2024, ISBN 978-3-596-70985-4.
- 2024 The Burning
  - Aschetod (dt. Übersetzung von Helga Augustin), Fischer Taschenbuch Verlag, Frankfurt am Main 2025, ISBN 978-3-596-70984-7.

### Operation-Midnight-Reihe
- 2005 Operation Midnight: Tango
  - Stärker als dein Tod (dt. Übersetzung von Judith Heisig), Mira Taschenbuch, Hamburg 2012, ISBN 978-3-862-78459-2.
- 2005 Operation Midnight: Escape
  - Kälter als dein Grab (dt. Übersetzung von Judith Heisig), Mira Taschenbuch, Hamburg 2013, ISBN 978-3-862-78748-7.
- 2006 Operation Midnight: Guardian
  - Das Böse naht (dt. Übersetzung von Ivonne Senn), Mira Taschenbuch, Hamburg 2015, ISBN 978-3-956-49390-4.
- 2006 Operation Midnight: Rendezvous
  - Leise hallt der Tod (dt. Übersetzung von Ivonne Senn), Mira Taschenbuch, Hamburg 2015, ISBN 978-3-956-49100-9.
- 2007 Operation Midnight: Cowboy
  - Heißkalte Rache (dt. Übersetzung von Ivonne Senn), Mira Taschenbuch, Hamburg 2015, ISBN 978-3-956-49458-1.

### Sonstige Bücher
- 2000 Remember the Night
  - Fatale Erinnerung (dt. Übersetzung von Ivonne Senn), Mira Taschenbuch, Hamburg 2016, ISBN 978-3-956-49650-9.
- 2001 Cops and … Lovers?
  - Der Bedrohung so nah (dt. Übersetzung von Miriam Höllings), Mira Taschenbuch, Hamburg 2014, ISBN 978-3-862-78861-3.
- 2001 A Hero to Hold
  - Eiskaltes Vergessen (dt. Übersetzung von Ivonne Senn), Mira Taschenbuch, Hamburg 2015, ISBN 978-3-956-49258-7.
- 2002 Just a Little Bit Dangerous
  - Verratenes Vertrauen (dt. Übersetzung von Katrin Hahn), Mira Taschenbuch, Hamburg 2016, ISBN 978-3-956-49571-7.
- 2002 The Perfect Victim
- 2003 A Cry in the Night
  - Schrei im Morgengrauen (dt. Übersetzung von Miriam Höllings), Mira Taschenbuch, Hamburg 2014, ISBN 978-3-956-49039-2.
- 2003 Midnight Run
  - Kalt wie dein Verrat, MIRA Taschenbuch, Hamburg 2017, ISBN 978-3-95576-716-7.

- 2003 Silhouette
- 2003 The Phoenix Encounter
- 2003 The Shadow Side
- 2003 Uncharted Waters
- 2004 Fade to Red
- 2005 Dead Reckoning
- 2005 Depth Perception
- 2006 A Whisper in the Dark
- 2007 A Baby Before Dawn
- 2007 In the Dead of the Night
  - Tiefschwarze Nacht (dt. Übersetzung von Ivonne Senn), Mira Taschenbuch, Hamburg 2015, ISBN 978-3-956-49457-4.
- 2007 Overkill

## Verfilmungen
- 2013: An Amish Murder. Regie: Stephen Gyllenhaal, Drehbuch: Mark Malone, Hauptdarsteller: Neve Campbell, Noam Jenkins, Jilon VanOver